# Dans la soirée
Pour plus de détails, voir Fiche technique et Distribution.
Dans la soirée (titre italien : Verso sera) est un film franco-italien réalisé par Francesca Archibugi sorti en 1991.

## Synopsis
La vie tranquille d'un vieil universitaire est troublée par l'irruption de sa belle-fille anticonformiste, accompagnée de son enfant.

## Fiche technique
- Titre : Dans la soirée
- Titre italien : Verso sera
- Réalisation : Francesca Archibugi
- Scénario : Francesca Archibugi, Gloria Malatesta, Claudia Sbarigia
- Directeur de la photographie : Paolo Carnera
- Musique : Roberto Gatto, Battista Lena, Reinhardt Wagner
- Montage : Roberto Missiroli
- Sociétés de production : Ellepi Films, Paradis Films, Ciné Cinq, La Générale d'images
- Pays :  France,  Italie
- Genre : comédie dramatique
- Durée : 102 minutes
- Date de sortie : 28 août 1991

## Distribution
- Marcello Mastroianni : Bruschi
- Sandrine Bonnaire : Stella
- Zoe Incrocci : Elvira
- Giorgio Tirabassi : Oliviero
- Victor Cavallo : Pippo
- Veronica Lazăr : Margherita
- Lara Pranzoni : Papere
- Paolo Panelli : Galliano
- Carla Calò

## Distinctions
- 36e cérémonie des David di Donatello :
  - meilleur film ex æquo
  - meilleure actrice dans un second rôle pour Zoe Incrocci